# Vrijekunstlicentie

Logo Licence Art Libre

De  vrijekunstlicentie is een Franse copyleftlicentie, de Licence Art Libre voor kunstwerken. De licentie ontstond in juli 2000 en is de eerste licentie voor kunstwerken volgens het idee van de GNU General Public License. Er is ook een Engelse versie, de Free Art license en Duitse versie, de Lizenz Freie Kunst. 
De huidige Franse versie is 1.3.
De Free Art License is goedgekeurd volgens de Definitie van Vrije Culturele Werken.